# ماتيو سكوزاريلا
ماتيو سكوزاريلا (بالإيطالية: Matteo Scozzarella) (5 يونيو 1988 بترييستي في إيطاليا - ) هو لاعب كرة قدم إيطالي في مركز الوسط. شارك مع منتخب إيطاليا تحت 17 سنة لكرة القدم ومنتخب إيطاليا تحت 18 سنة لكرة القدم ومنتخب إيطاليا تحت 19 سنة لكرة القدم. أما مع النوادي، فقد لعب مع أتالانتا ونادي ترنانا ونادي سبيزيا ونادي طرابنش 1905 ‏ ويوفي ستابيا وPortogruaro Calcio ASD ‏.

## روابط خارجية
- ماتيو سكوزاريلا على موقع قاعدة بيانات كرة القدم.إي يو (الإنجليزية)
- ماتيو سكوزاريلا على موقع Soccerway.com (الإنجليزية)
- ماتيو سكوزاريلا على موقع عالم كرة القدم.نت (الإنجليزية)
- ماتيو سكوزاريلا على موقع AS.com (الإسبانية)